# Peridroma clerica
Peridroma clerica là một loài bướm đêm trong họ Noctuidae.